# Paulo Leminski

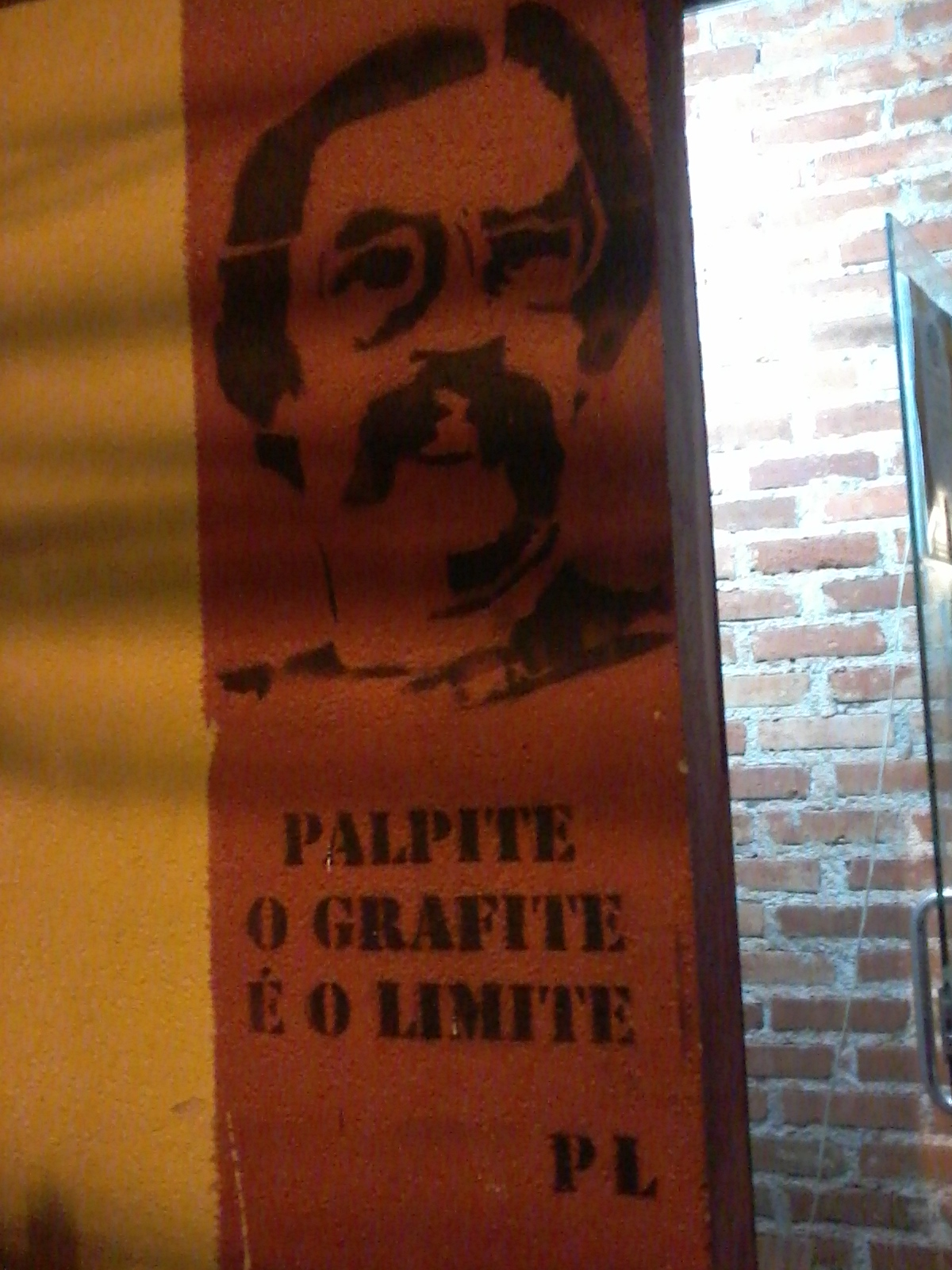
Paulo Leminski auf einem Graffiti in Curitiba

Paulo Leminski Filho (* 24. August 1944 in Curitiba, Paraná; † 7. Juni 1989 ebenda) war ein brasilianischer Schriftsteller, Dichter, Übersetzer und Lehrer polnischer und afrikanischer Abstammung.

## Leben
Leminski lebte vom 12. bis zum 14. Lebensjahr im Kloster Mosteiro de São Bento in São Paulo, wo er Grundkenntnisse in Latein, Theologie, Philosophie und Klassischer Literatur erwarb. An der Universität studierte er Rechtswissenschaft und Literatur, brach das Studium aufgrund des Militärputsches von 1964 jedoch ab. In intensiver Auseinandersetzung mit japanischer Kultur studierte er Zen-Buddhismus und Judo, schrieb Haikus und eine Biografie von Matsuo Bashō. Es folgten Biografien von Jesus, Trotzki und Cruz e Souza. 1968 heiratete er die Dichterin Alice Ruiz, mit der er drei Kinder hatte.

## Werk
In der Poesie Leminskis vereinen sich informeller Stil und Strenge der formalen Konstruktion. Humorvoll begegnen sich Elemente des Konkretismus, des Volkslieds, der Werbung, der Wortspiele der Populärkultur und der japanischen Poesie.
1964 veröffentlichte Leminski seine ersten Gedichte in Invenção, einer Zeitschrift für Konkrete Poesie. Sein erster Gedichtband erschien 1970, und „Catatau“, sein erster Roman 1976.
Neben Werken von Alfred Jarry, James Joyce, John Fante, John Lennon, Samuel Beckett, und Yukio Mishima übertrug er Gedichte aus dem Altägyptischen, aus dem Aztekischen und aus dem Sanskrit ins Portugiesische. Mit Caetano Veloso arbeitete er musikalisch-kompositorisch zusammen.

## Dichterisches Werk
- Catatau (prosa experimental). Curitiba, Ed. do Autor, 1975. Erneuert: Catatau. São Paulo, Iluminuras, 2010
- Agora é que são elas (romance). São Paulo, Brasiliense, 1984
- Metaformose, uma viagem pelo imaginário grego.. Iluminuras, São Paulo, 1994. (Prêmio Jabuti de Literatura)